# Millettia lasiantha
Millettia lasiantha är en ärtväxtart som beskrevs av Stephen Troyte Dunn. Millettia lasiantha ingår i släktet Millettia och familjen ärtväxter. Inga underarter finns listade i Catalogue of Life.